# Xylocopa escalerai
Xylocopa escalerai är en biart som beskrevs av Dusmet y Alonso 1924. Xylocopa escalerai ingår i släktet snickarbin, och familjen långtungebin. Inga underarter finns listade i Catalogue of Life.